# Alepocephalus longiceps
Alepocephalus longiceps är en fiskart som beskrevs av Lloyd, 1909. Alepocephalus longiceps ingår i släktet Alepocephalus och familjen Alepocephalidae. Inga underarter finns listade i Catalogue of Life.